# 利斯堡 (密西西比州)
利斯堡（英語：Leesburg）是位於美國密西西比州蘭金縣的非建制地區。

## 歷史
利斯堡的郵局於1900年設立，其後於1938年停運。

## 地理
利斯堡所處的海拔為高於海平面113米（即371英呎），而該地所採用的時區為UTC-6，即北美中部時區（CST）。同時該地設有夏令時間，為UTC-6調快一小時，即UTC-5（CDT）。